# Seymour Norte
Seymour Norte (ook wel North Seymour) is een van de kleine Galapagoseilanden; het ligt 1,5 km van het eilandje Baltra, ten noorden van het hoofdeiland Santa Cruz. Het is slechts 1,8 km² groot. Net als Baltra is het een vlak gebied dat geologisch gezien een opgeheven stuk met lava bedekt zeebodem is. Het eiland is vrij droog en begroeid met droogte minnende vegetatie.
Het eiland kan worden bezocht, er is een wandelpad. Verder liggen om het eiland en bij het tussenliggende eilandje Mosquera, diverse punten die door duikers en snorkelaars kunnen worden bezocht.

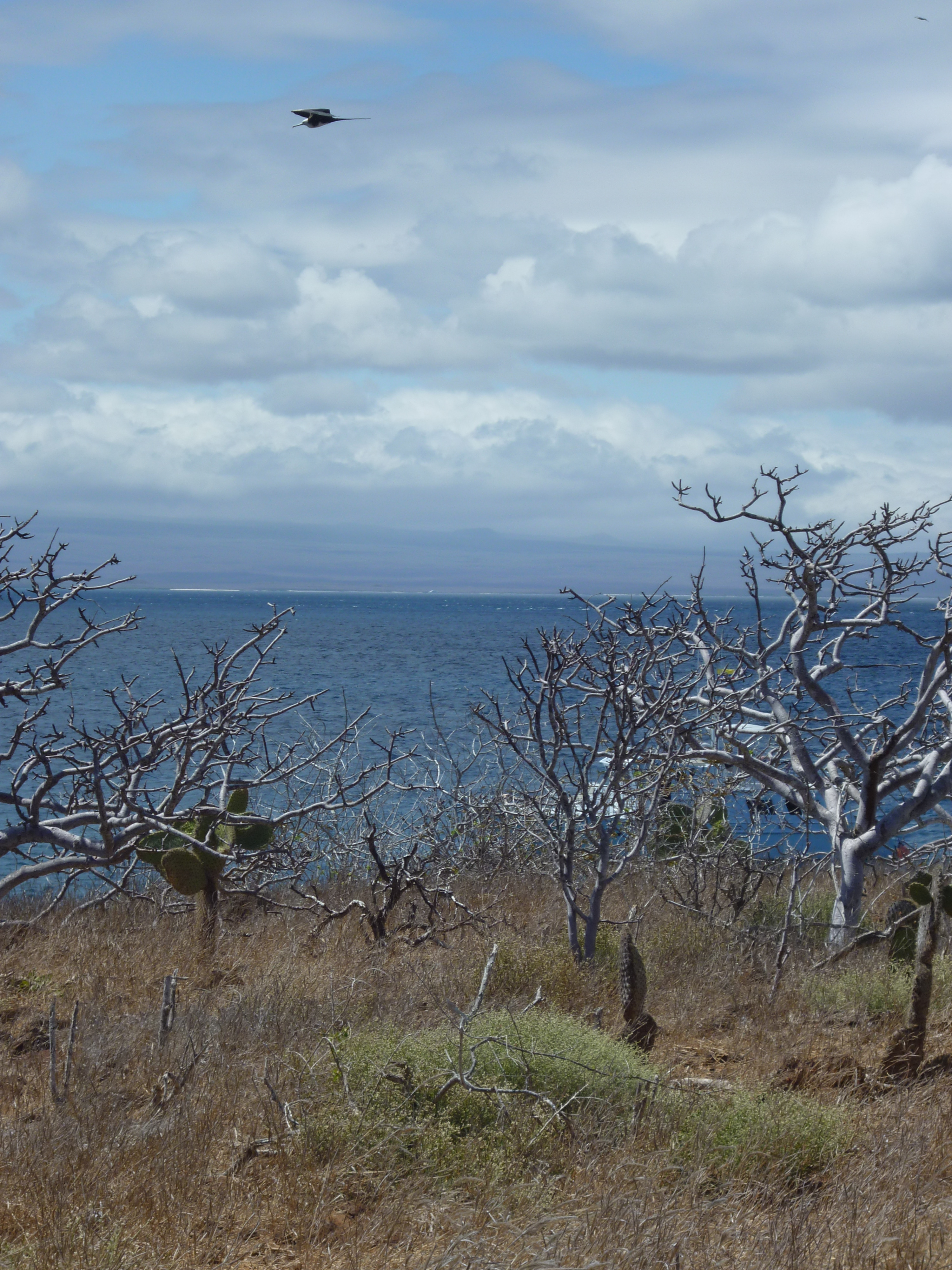
Landschap op Seymour Norte

## Fauna
Het eiland is vooral bekend als kunstmatig refugium voor de galapagoslandleguaan die op Baltra voorkwam. Deze dieren werden in de jaren 1930 verplaatst naar dit eiland; in 2014 werd het aantal op 2500 exemplaren geschat. Dit vooral dankzij het met succes bestrijden van de rattenpopulatie.
Het eiland bezit de grootste kolonie van de Amerikaanse fregatvogels, blauwvoetgenten, zwaluwstaartmeeuwen en lavameeuwen. Verder zijn er ook zeeleguanen. Op dit eiland is waargenomen dat deze dieren behalve zeewier ook landplanten eten.
In het zeegebied en de stranden rond Mosquera kunnen onder andere galapagoszeeleeuwen, haaien, roggen en zeeschildpadden worden waargenomen.

## Bron
North Seymour. Galapagos Conservancy. Geraadpleegd op 30 april 2015. 